# Zabrega (gmina Malo Crniće)
Zabrega (cyr. Забрега) – wieś w Serbii, w okręgu braniczewskim, w gminie Malo Crniće. W 2011 roku liczyła 179 mieszkańców.